# Солто Колина
Со̀лто Колѝна (на италиански: Solto Collina; на ломбардски: Solt, Солт) е село и община в Северна Италия, провинция Бергамо, регион Ломбардия. Разположено е на 449 m надморска височина. Населението на общината е 1788 души (към 2017 г.).